# ASCII Corporation
ASCII Corporation (株式会社アスキー Kabushiki-gaisha Asukī?) fue una editorial con sede en Tokio, Japón, y que desempeñó un papel importante en la creación de estándares del sistema MSX. Fue subsidiaria de Kadokawa, y miembro del grupo Kadokawa Holdings, Inc. desde 2004. El 1 de abril de 2008 se fusionó con otra filial de Kadokawa, MediaWorks, naciendo ASCII Media Works.
La publicación principal de la compañía era la revista de computación Monthly ASCII, una de las revistas más antiguas y prestigiosas, especialmente en Japón.

## Historia
ASCII fue fundada por Kazuhiko Nishi en unión con el ejecutivo de NEC, Kazuya Watanabe para crear el MSX, el primer ordenador personal para el mercado japonés.
Los primeros trabajos de ASCII se centraban principalmente en la creación y desarrollo de hardware. Tras el aumento en la popularidad de los sistemas de videojuegos caseros en los años 1980, ASCII inclinó su atención al desarrollo y publicación de software para las consolas más populares como el Nintendo Entertainment System y el Sega Genesis. 
ASCII se hizo tan popular en el mercado de software que extendió su mercado y en 1991 creó una empresa satélite en los Estados Unidos bajo el nombre de ASCII Entertainment. 
Poco después el mercado japonés de ASCII fue declinando mientras iba aumentando en los EE. UU. Al enfocarse en desarrollar para el mercado de entretenimiento interactivo en los EE. UU. la compañía creó AGETEC ("Ascii Game Entertainment TEChnology") la cual se convirtió en 1998 en una corporación independiente y al año siguiente en una editorial completamente independiente.
En marzo de 2002, ASCII cesó el desarrollo y la publicación de videojuegos en el mercado japonés. Ahora la compañía se enfoca en el desarrollo de tecnologías de la información y la comunicación y en la publicación de revistas especializadas de computación. Sin embargo, antes de detener el desarrollo de videojuegos, la compañía se dividió y creó la casa editorial y desarrolladora independiente conocida como Media Leaves, Inc..
ASCII también fue la que publicó en Japón la primera versión para PC de la herramienta para crear videojuegos de la categoría RPG "RPG Maker 1995", más conocido abreviado como "RM95 o RPG95"